# Mörttjärnen (Silleruds socken, Värmland, 658302-129718)
Mörttjärnen är en sjö i Årjängs kommun i Värmland och ingår i Göta älvs huvudavrinningsområde. Sjön har en area på 0,0852 kvadratkilometer och ligger 161,3 meter över havet.

## Delavrinningsområde
Mörttjärnen ingår i det delavrinningsområde (658613-129646) som SMHI kallar för Utloppet av Järnsjön. Medelhöjden är 159 meter över havet och ytan är 52,32 kvadratkilometer. Räknas de 13 avrinningsområdena uppströms in blir den ackumulerade arean 170,92 kvadratkilometer. Karlsforsälven (Edsälven) som avvattnar avrinningsområdet har biflödesordning 3, vilket innebär att vattnet flödar genom totalt 3 vattendrag innan det når havet efter 255 kilometer. Avrinningsområdet består mestadels av skog (54 procent). Avrinningsområdet har 19,96 kvadratkilometer vattenytor vilket ger det en sjöprocent på 38,1 procent.